# Museu dos Mosaicos do Grande Palácio
O Museu dos Mosaicos do Grande Palácio (em turco Büyük Saray Mozaikleri Müzesi) está situado próximo da praça de Sultanahmet, em Istambul, na Turquia. O museu abriga mosaicos do período bizantino, encontrados no sítio arqueológico do Grande Palácio de Constantinopla.

## História
Acredita-se que o Grande Palácio de Constantinopla foi construído durante o reinado de Justiniano I (527-565). O Mosaico do Grande Palácio foi a mais bela paisagem da Antiguidade (século VI d.C.). Em parte alguma do mundo da Antiguidade tardia podemos encontrar um edifício com um pavimento em mosaico de dimensão semelhante e perfeição da obra. Provavelmente foi feito por uma oficina imperial liderada por um mestre artista, que deve ter utilizado os melhores artífices de todos os cantos do Império Bizantino. Nesta circunstância, torna-se difícil comparar a peça com criações e, por consequência, especificar a data por meio de tipologia e métodos estilísticos. Compondo o pavimento térreo, temos seus muitos coloridos visgos, terracota e cubos de vidro de 5 mm. Um metro quadrado de espaço consumiu cerca de 40 000 cubos, o que contribui para 80 000 000 de tesselas para toda área. O mosaico foi trazido à conhecimento só na fragmentação de seções, que juntos formam cerca de 71% da expansão do original, mas isso é suficiente para mostrar que é uma das mais belas composições conhecidas por nós a partir de mosaico arte antiga.